# 311 Klavdija
311 Klavdija (mednarodno ime je  311 Claudia) je asteroid tipa S (po Tholenu) v glavnem asteroidnem pasu. 
Pripada družini asteroidov Koronis.

## Odkritje
Asteroid je odkril francoski astronom Auguste Charlois ( 1864 – 1910) 11. junija 1891 v Nici.. 
Izvor imena ni znan.

## Lastnosti
Asteroid Klavdija obkroži Sonce v 4,93 letih. Njegova tirnica ima izsrednost 0,0080, nagnjena pa je za 3,225° proti ekliptiki. Njegov premer je 24,05 km, okoli svoje osi se zavrti v  7,532  h .